# Spodnji Kamenščak
Spodnji Kamenščak este o localitate din comuna Ljutomer, Slovenia, cu o populație de 418 locuitori.